# Lee Ga-ryeong
Lee Ga-ryeong (en hangul, 이가령; nacida en Seúl el 2 de octubre de 1980) es una actriz y modelo surcoreana. 

## Carrera
Es miembro de la agencia Sidus HQ.
Empezó a trabajar como modelo publicitaria a los 20 años. Después de haber aparecido en muchos anuncios, quiso probar la actuación, pese a carecer de estudios en este campo. Su carrera como actriz comenzó en 2012 con un papel secundario en la serie de SBS Como aman los hombres. En esa época del debut figuraba 1988 como su año de nacimiento, pero después se supo que había nacido ocho años antes. Según la propia actriz, «no tuve oportunidad de editar mi perfil porque trabajaba sola, sin agencia. Estaba tan concentrada en mi trabajo que no tuve tiempo de mirar otras cosas, y cuando ajusté mi edad para mis roles como modelo, información incorrecta terminó en internet y se hizo oficial».
Sus primeros diez años como actriz fueron difíciles, pues no le ofrecían papeles y vivía prácticamente en el anonimato: «filmé una escena al año durante ocho años, desde 2012, cuando empecé a actuar. No es una sola obra, es una sola escena. En algunas, interpreté a un amigo, en otras, a una enfermera, y en otras, a una secretaria. Así de largo ha sido». El motivo quizá determinante de ello fue el incidente ocurrido con la serie de 2014 Apgujeong Midnight Sun, donde se había reservado para la actriz el papel de protagonista femenina, aunque, no sintiéndose preparada para ello, se retiró y fue reemplazada en el último momento por Park Ha-na. Lee Ga-ryeong quedó relegada a un papel de reparto, y así seguiría siendo en los años sucesivos.
Sin embargo, casi ocho años después la guionista que había escrito aquella serie, Phoebe (seud. de Lim Seong-han), la volvió a llamar para un papel principal en Amor (invitados especiales: matrimonio y divorcio), de la que se rodaron en rápida sucesión tres temporadas.
También ha aparecido en series como I'm not a Robot y The Gentlemen of Wolgyesu Tailor Shop y Monster, pero es conocida sobre todo por su interpretación del personaje de Boo Hye-ryung en Amor (invitados especiales: matrimonio y divorcio), en el que fue su primer papel protagonista. Después de las dos temporadas de 2021, en febrero de 2022 se estrenó la tercera, también con la presencia de la actriz.
Su siguiente papel protagonista llegó en 2025 con la serie diaria de KBS2 Queen's House, un drama de venganza compuesto por cien episodios, y donde interpreta el personaje de Kang Se-ri, una diseñadora de un gran grupo empresarial. Se trata de su primer papel como villana, en una serie cuya primera parte mantuvo una audiencia en torno al 8 % nacional.

## Filmografía

### Series de televisión
| Año  | Título                                             | Papel                                        | Canal     | Notas                            | Ref.          |
| ---- | -------------------------------------------------- | -------------------------------------------- | --------- | -------------------------------- | ------------- |
| 2012 | Como aman los hombres                              | —                                            | SBS       |                                  | [ 3 ]         |
| 2013 | Master's Sun                                       | Fantasma de una mujer                        | SBS       |                                  | [ 8 ]         |
| 2014 | Only Love                                          | Jefa del departamento de diseño              | SBS       |                                  | [ 14 ]        |
| 2014 | Apgujeong Midnight Sun                             | Ahn Susanna                                  | MBC       | Se retiró del papel protagonista | [ 14 ]        |
| 2015 | Iron Lady Cha                                      | Oh Eun-ji                                    | MBC       |                                  | [ 14 ]        |
| 2016 | Monster                                            | Hong Ee-jin                                  | MBC       |                                  | [ 15 ]        |
| 2016 | The Gentlemen of Wolgyesu Tailor Shop              | Jo An-na                                     | KBS2      |                                  | [ 16 ]        |
| 2017 | Band of Sisters                                    | Chae-rin                                     | SBS       |                                  |               |
| 2017 | Live Up to Your Name                               | Gisaeng                                      | tvN       |                                  | [ 17 ]        |
| 2017 | I'm Not a Robot                                    | Madre de Min-gyoo                            | MBC       |                                  | [ 18 ]        |
| 2018 | While You Were Sleeping                            | Coordinadora del Hospital                    |           |                                  |               |
| 2018 | The Beauty Inside                                  | Actriz                                       | JTBC      |                                  | [ 15 ]        |
| 2019 | Liver or Die                                       | Actriz de compañía de producción de Mi-ryeon | KBS2      |                                  | [ 19 ]        |
| 2021 | Amor (invitados especiales: matrimonio y divorcio) | Boo Hye-ryung                                | TV Chosun | Primera temporada                | [ 20 ]        |
| 2021 | Amor (invitados especiales: matrimonio y divorcio) | Boo Hye-ryung                                | TV Chosun | Segunda temporada                | [ 21 ] [ 22 ] |
| 2022 | Amor (invitados especiales: matrimonio y divorcio) | Boo Hye-ryung                                | TV Chosun | Tercera temporada                | [ 12 ]        |
| 2023 | Pale Moon                                          | Goo Se-ju                                    | ENA       |                                  | [ 23 ]        |
| 2025 | Queen's House                                      | Kang Se-ri                                   | KBS2      | Protagonista                     | [ 13 ]        |
| 2025 | Querido Hongrang                                   |                                              | Netflix   |                                  | [ 3 ]         |

### Espectáculos de variedades
| Año  | Título             | Canal | Papel             | Ref.   |
| ---- | ------------------ | ----- | ----------------- | ------ |
| 2021 | I Need Women       | SBS   | Reparto principal | [ 24 ] |
| 2022 | IT Live from Today | JTBC  | Invitada          | [ 25 ] |

## Premios y nominaciones
| Año  | Premios                                                  | Categoría                                             | Papel                                                  | Resultado | Ref.   |
| ---- | -------------------------------------------------------- | ----------------------------------------------------- | ------------------------------------------------------ | --------- | ------ |
| 2022 | Premios APAN Star                                        | Premio a la excelencia, actriz en serie de televisión | Amor (invitados especiales: matrimonio y divorcio) 2-3 | Nominada  | [ 26 ] |
| 2022 | 10.os Premios de Arte y Cultura de la República de Corea | Nueva estrella                                        | Amor (invitados especiales: matrimonio y divorcio) 3   | Ganadora  | [ 27 ] |
| 2024 | 15.os Premios Korea Drama                                | Premio KDF                                            | —                                                      | Ganadora  | [ 28 ] |